# دردوی
دردوی، روستایی است از توابع بخش سنگان و در شهرستان خواف استان خراسان رضوی ایران.

## جمعیت
این روستا در دهستان پایین خواف قرار داشته و بر اساس سرشماری سال ۱۳۸۵ جمعیت آن (۱۰خانوار) ۴۰نفر
بوده است.